# Ammerschwihr
Ammerschwihr (deutsch Ammerschweier) ist eine französische Gemeinde mit 1594 Einwohnern (Stand 1. Januar 2022) im Département Haut-Rhin in der Region Grand Est (bis 2015 Elsass). Sie ist Mitglied der Communauté de communes de la Vallée de Kaysersberg. Das Gemeindegebiet gehört zum Regionalen Naturpark Ballons des Vosges.

## Geographie
Die Kleinstadt liegt im Oberelsaß, etwa neun Kilometer nordwestlich von Colmar am Westrand der Oberrheinebene, am Ostrand der Vogesen. Ein Teil des Wallfahrts- und Luftkurorts Trois-Épis (Drei Ähren) liegt auf dem Gebiet der Gemeinde. Dazu gehört auch die moderne Wallfahrtskirche Notre-Dame-de-l’Annonciation.

## Geschichte
Ältere Ortsbezeichnungen sind Amelrichswilere (877), Amelricheswilere (977), Amalricho villa (1128), Amricheswilre (1183), Amilricheswilre (1187), Amalrici villare (13. Jh.), Ammelrewilre (13. Jh.), Amiliswilr (13. Jh.), Amarici villa (1232), Ammerswilre (1277), Amiliswire (1288), Amerswilr (1278 ff.), Amliswire (1303),Ammerschweir (1400), Ammerschwier (1402), Amerszwilr (1475), Amerschwir (1478), Amarswylere (1512), Amorssweiler (1573), Ammerschweiher (1644) sowie Marinivilla und Mariville (1655). Die ursprüngliche Namensbedeutung ist Dorf des Amalrich.
Das Dorf wurde 1367 zur Stadt erhoben und befestigt. Sie gehörte zur vorderösterreichischen Herrschaft Landsberg im Heiligen Römischen Reich, die im 16. Jahrhundert an Lazarus von Schwendi ging, der 1568 von Kaiser Maximilian II. zum „Reichsfreiherrn von Landsberg“ erhoben wurde (ab 1572 „Reichsfreiherr von Hohenlandsberg“). Unter Lazarus erlebte der Ort eine Blütezeit. 1634, während des Dreißigjährigen Kriegs, wurde die Ortschaft von Truppen des Königs von Frankreich besetzt. 1648 wurde Frankreich die Herrschaft Landsberg einverleibt.
Durch den Frankfurter Frieden vom 10. Mai 1871 kam das Gebiet an das Reichsland Elsaß-Lothringen, und das Dorf wurde dem Kreis Rappoltsweiler im Bezirk Oberelsaß zugeordnet. Nach dem Ersten Weltkrieg musste die Region aufgrund der Bestimmungen des Versailler Vertrags 1919 an Frankreich abgetreten werden.
Die 8,7 km lange Drei-Ähren-Bahn, die im Ersten Weltkrieg durch eine 11,3 km lange Förderbahn verlängert wurde, war 1899–1937 in Betrieb.
Im Zweiten Weltkrieg war die Region von der deutschen Wehrmacht besetzt, und die Stadt stand bis 1944 unter deutscher Verwaltung. Gegen Ende 1944 wurde bei heftigen Gefechten zwischen deutschen und US-Truppen ein großer Teil der hauptsächlich aus dem 16. Jahrhundert stammenden Bebauung zerstört.
Seit 1986 gehört die Stadt mit anderen elsässischen und deutschen Gemeinden dem Lazarus-Schwendi-Städtebund an und erinnert damit an eine begünstigte Epoche seiner Geschichte.

### Bevölkerungsentwicklung
| Jahr                       | 1962 | 1968 | 1975 | 1982 | 1990 | 1999 | 2007 | 2017 |
| -------------------------- | ---- | ---- | ---- | ---- | ---- | ---- | ---- | ---- |
| Einwohner                  | 1341 | 1405 | 1448 | 1566 | 1869 | 1892 | 1913 | 1779 |
| Quellen: Cassini und INSEE |      |      |      |      |      |      |      |      |

## Wirtschaft
In Ammerschwihr spielt der Weinbau eine herausragende Rolle. Die Einzellage Kaefferkopf ist seit 2007 eine Alsace-Grand-Cru-Lage. Daher liegt der Ort auch an der Elsässer Weinstraße.

## Sehenswürdigkeiten
- Die Kirche St. Martin aus dem 16. Jahrhundert hat einen Kirchturm, der 1910 im neugotischen Stil wieder aufgebaut wurde.
- Von der mittelalterlichen Befestigung sind noch einige Bauten erhalten: Teile der Stadtmauer, das Obertor, der Bürgerturm und der Schelmenturm (Tour des fripons) aus dem 16. Jahrhundert; dieser diente einst als Gefängnis.
- Deutscher Soldatenfriedhof im Ortsteil Trois-Épis
- Das Château de Meywihr ist eine zerstörte Burg aus dem 10. Jahrhundert. Die Burg befindet sich auf Privatgrund und ist seit 1965 als Monument historique vom französischen Kulturministerium aufgeführt.

Ortsbilder
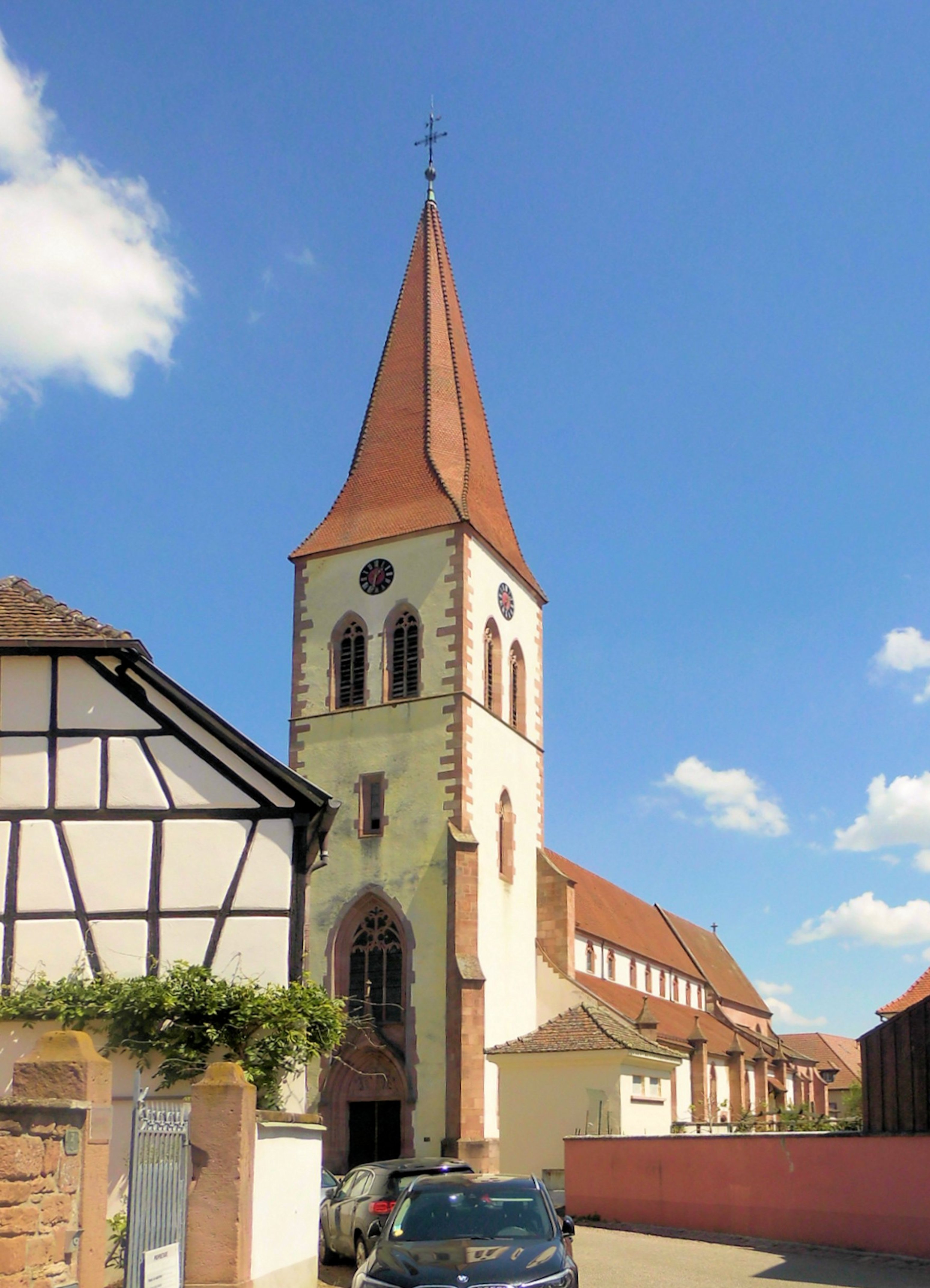
Kirche St. Martin
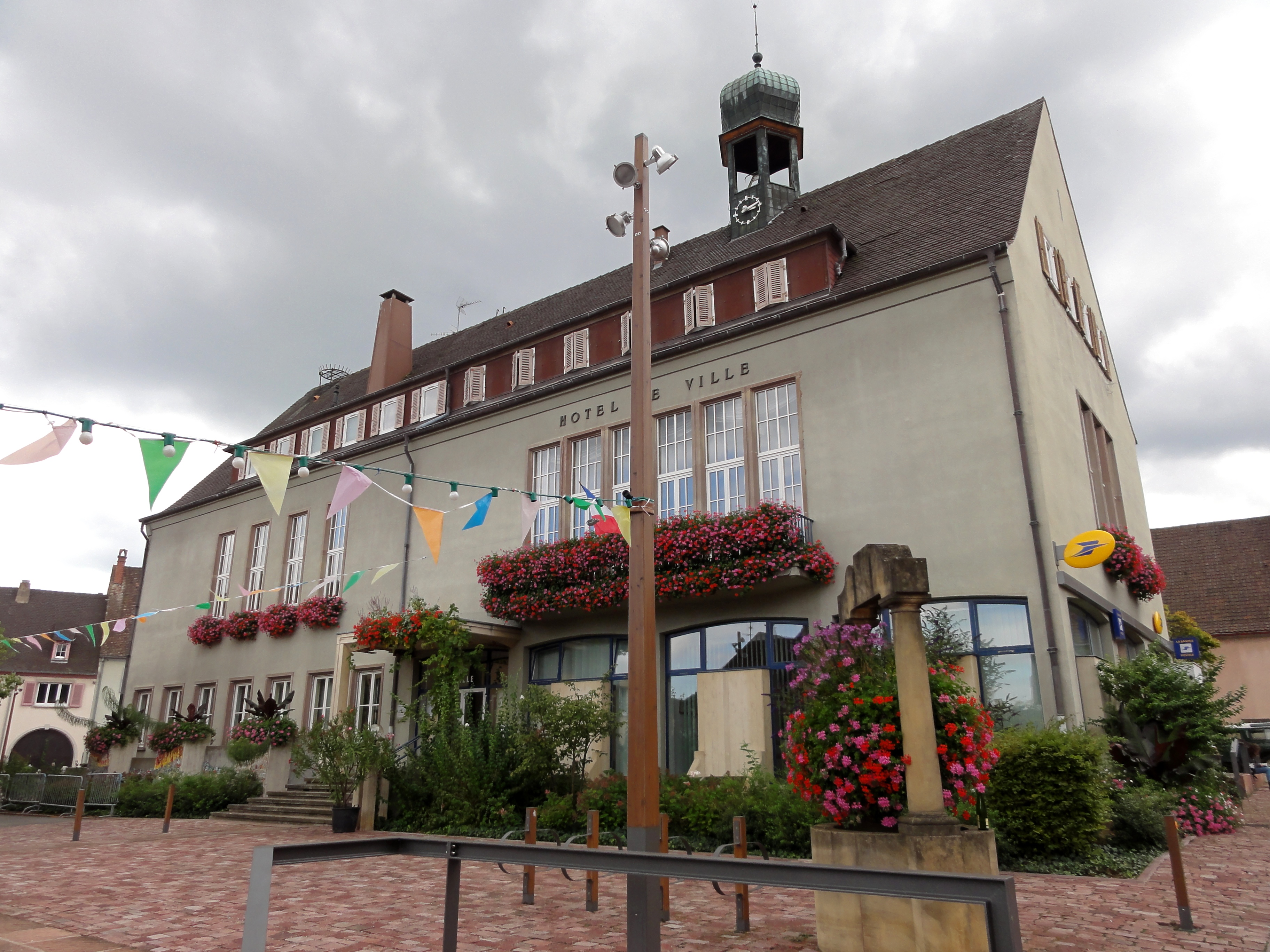
Rathaus
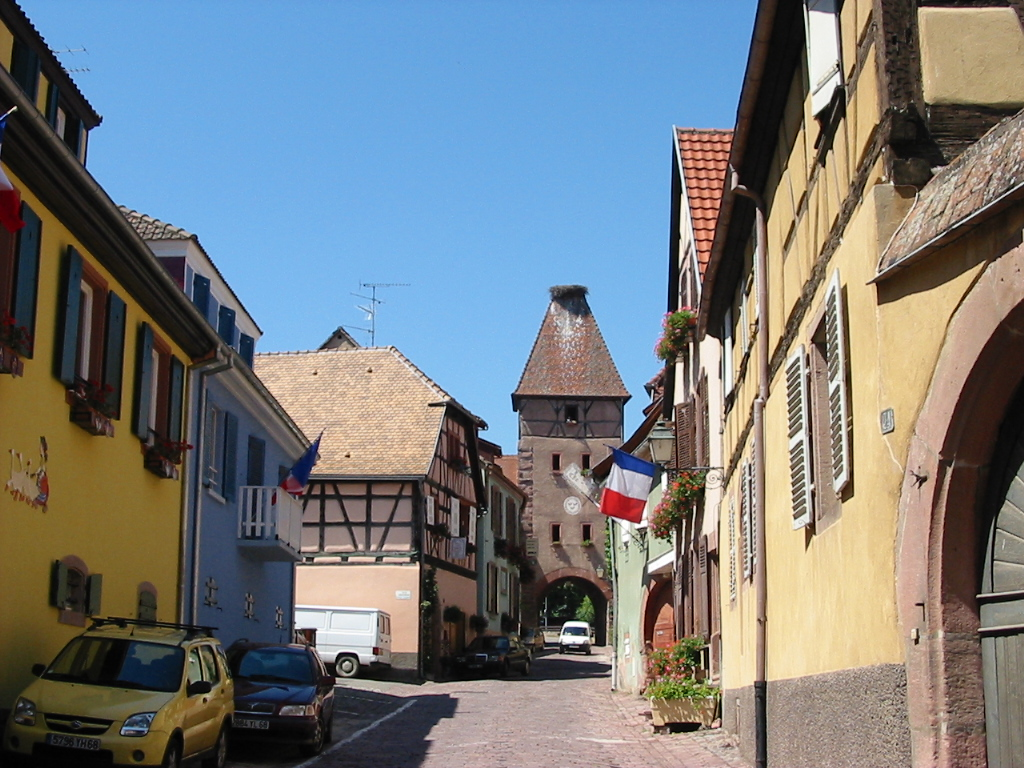
Altstadtgasse mit Obertor
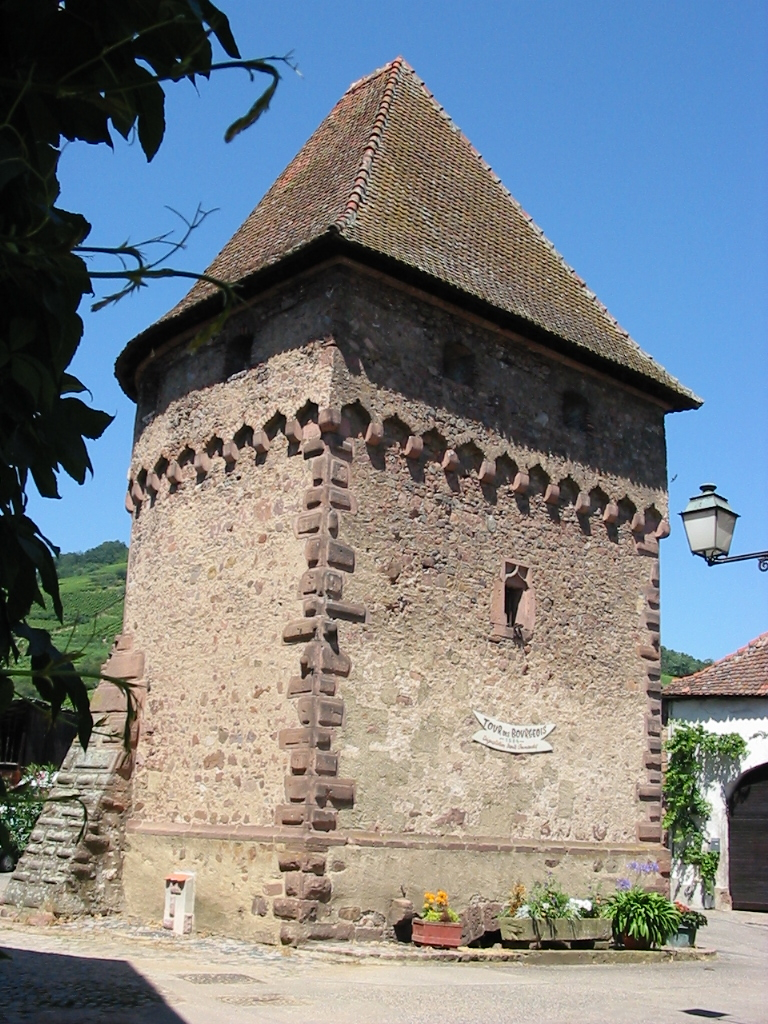
Bürgerturm
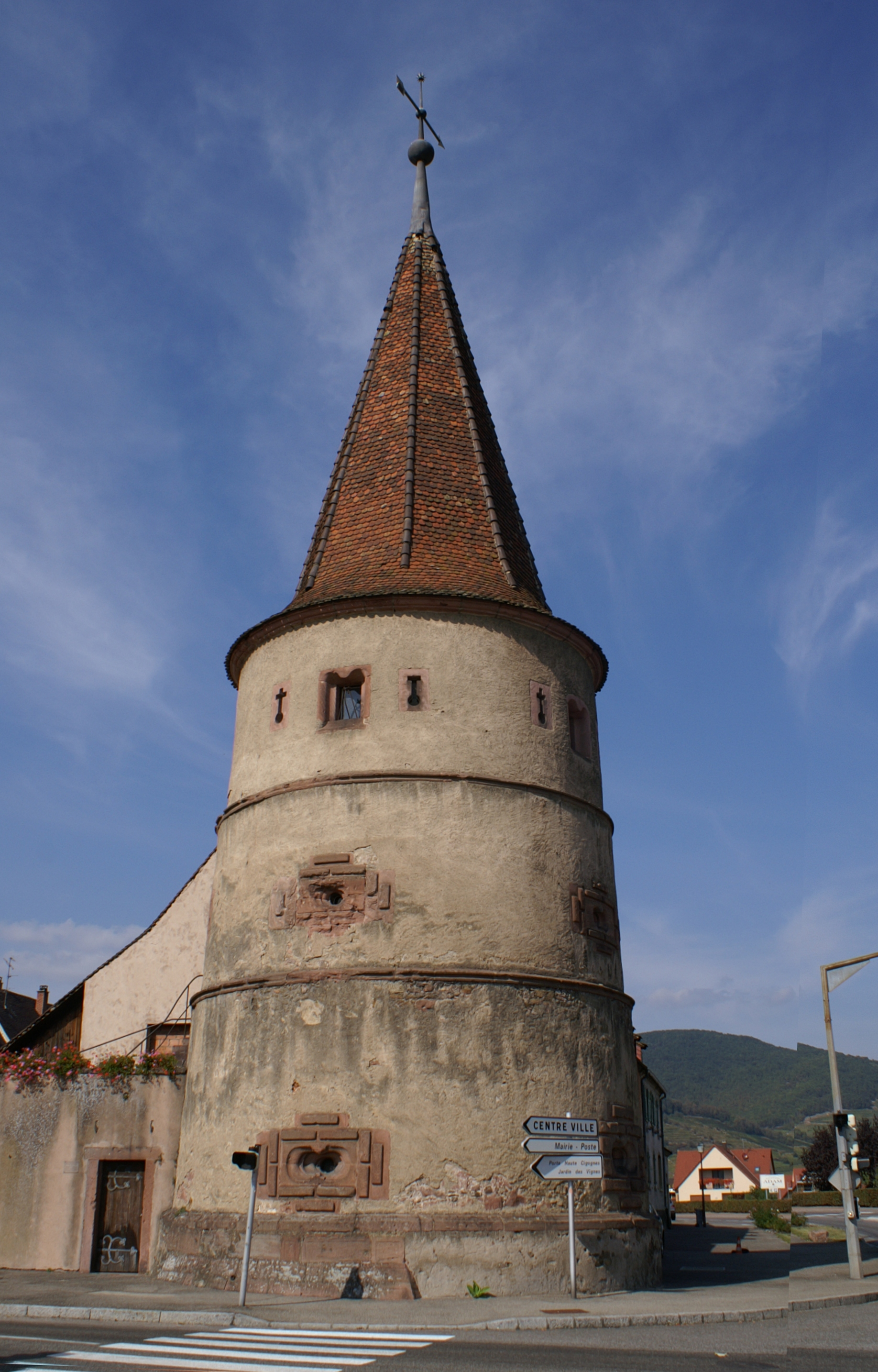
Tour des fripons
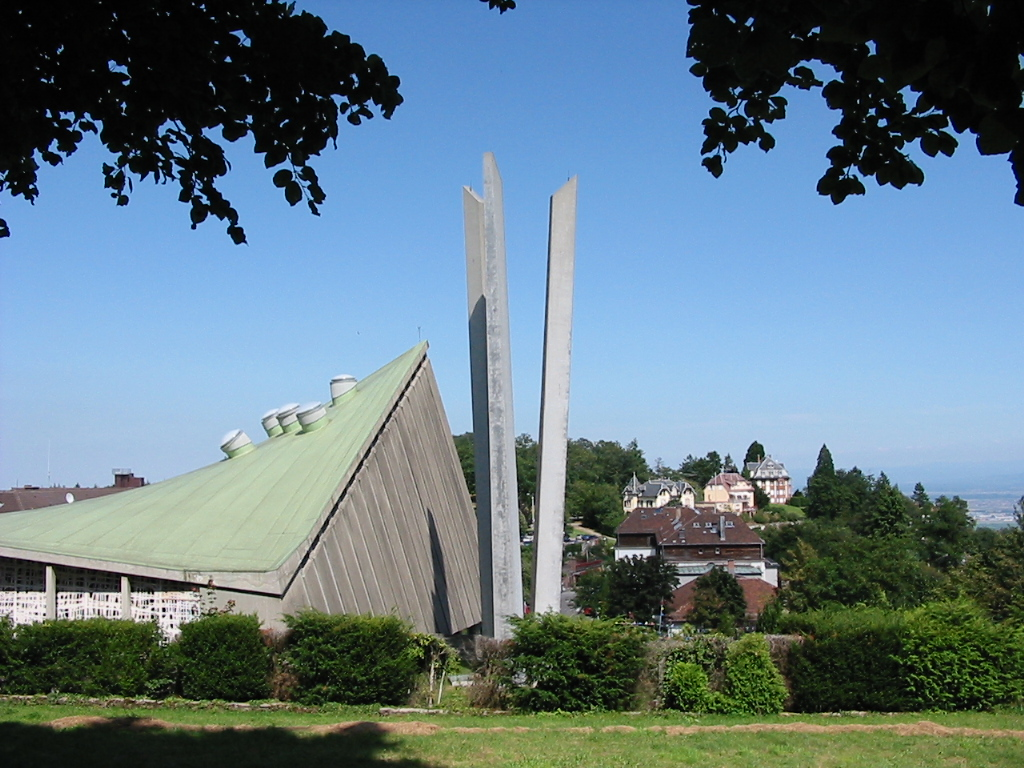
Wallfahrtskirche in Trois-Épis

## Persönlichkeiten
- Louis Dubois (1726–1766), Orgelbaumeister (tätig in Wissembourg, Saverne usw.)
- Joseph Bergöntzle (1754–1819), Orgelbauer
- Jakob Ignatius Simonis (1831–1903), katholischer Geistlicher, Superior der Niederbronner Schwestern und Abgeordneter im deutschen Reichstag.
- Armand Schiele (* 1967), französischer Skirennläufer, in Ammerschwihr aufgewachsen.

## Freizeit
Bei Ammerschwihr gibt es einen 18-Loch-Golfplatz mit einer zusätzlichen Bahn über neun Löcher.